# Miturga albopunctata
Espèce
Miturga albopunctata est une espèce d'araignées aranéomorphes de la famille des Miturgidae.

## Distribution
Cette espèce est endémique de Tasmanie en Australie.

## Publication originale
- Hickman, 1930 : Studies in Tasmanian spiders. Part IV. Papers and Proceedings of the Royal Society of Tasmania, vol. 1929, p. 87-122.